# Joseph Sinde Warioba
Pour les articles homonymes, voir Sinde.
Joseph Sinde Warioba, né le 3 septembre 1940 à Bunda, est un diplomate et homme d'État tanzanien. Il a exercé la fonction de Premier ministre de Tanzanie entre 1985 et 1990 exerçant également celle de vice-président sur la même période.

## Biographie
Il est né à Bunda, en Tanzanie. Il est diplômé de l'Université de l'Afrique de l'Est à Dar es Salaam, Tanzanie en 1966. De 1966 à 1968, il a été avocat d'État à Dar es Salaam, et de 1968 à 1970, avocat au conseil municipal. En 1970, il est diplômé de l'Académie de droit international de La Haye. De 1976 à 1983, il a été procureur général de la Tanzanie. De 1983 jusqu'à son élection au poste de Premier ministre, il a été ministre de la Justice.
À la suite de son mandat en tant que premier ministre, il a été juge à la Hamburg, Allemagne -Basé Tribunal international du droit de la mer de 1996 à 1999. Par ailleurs, en 1996, le président Benjamin Mkapa a nommé en tant que président de la Commission présidentielle contre le gouvernement La corruption, mieux connue sous le nom de Commission Warioba.
Warioba a été choisi pour diriger le Groupe d'observateurs du Commonwealth lors des élections nigérianes d'avril 2007. Il a donné une évaluation positive des élections, les considérant comme des progrès tout en déclarant qu'il y avait des irrégularités. 
Warioba a été nommé en novembre 2016 par le président de la Tanzanie, John Magufuli, chancelier de l'Université d'agriculture de Sokoine à Morogoro, en Tanzanie.